# حكومة سعد جمعة الأولى
حكومة سعد جمعة الأولى هي الحكومة الثالثة والخمسون من حكومات المملكة الأردنية الهاشمية. شكّل سعد جمعة الحكومة في 23 أبريل عام 1967م، بتكليف من ملك الأردن الحسين بن طلال. وقد حلّت الحكومة في 1 أغسطس 1967.

## وصلات خارجية
- موقع رئاسة الوزراء